# Vladimir Brichta
Paulo Vladimir Brichta (Diamantina, Minas Gerais, 22 de marzo de 1976) es un actor brasileño.

## Biografía
Aunque nació en Minas Gerais, él se considera «un auténtico bahiano», ya que se trasladó con su familia a la Bahia durante cuatro años, después de pasar una temporada en Alemania, donde su padre, Arno Brichta, obtuvo un doctorado en Geología.
Utiliza su segundo nombre, Vladimir, por el que se lo ha conocido y que rinde honor al periodista brasilero Vladimir Herzog, muerto poco antes de que él naciera, y que fue elección del padre, encarcelado por la dictadura, lo que hizo que la familia incluyan el nombre de Paulo para evitar problemas.
Estuvo casado con la cantante Gena, que murió en 1999, con la que tuvo una hija, Agnes Brichta, nacida en 1997. Actualmente vive con su esposa, la actriz Adriana Esteves, y con su hijo, Vicente; su hija, Agnes, y el hijo del primer matrimonio de Adriana, con Marco Ricca.

## Filmografía

### Televisión
| Año        | Título                      | Personaje                  |
| ---------- | --------------------------- | -------------------------- |
| 2001       | Puerto de los milagros      | Ezequiel                   |
| 2002       | Corazón de estudiante       | Nélio Garcia               |
| 2003       | Sexo Frágil                 | Paulão                     |
| 2003       | Kubanacan                   | Enrico Fuentes             |
| 2004       | A Diarista                  | Él mismo (cameo)           |
| 2004       | Começar de Novo             | Pedro Borges Karamazov     |
| 2005       | Casseta & Planeta, Urgente! | Hombre en bar              |
| 2005       | A História de Rosa          | Miguel Tónacio             |
| 2005       | Belíssima                   | Narciso Solomos Güney      |
| 2007       | Sob Nova Direção            | Gustavo                    |
| 2008       | Faça Sua História           | Oswaldir                   |
| 2010       | Separação?!                 | Agnaldo                    |
| 2011       | Amor em Quatro Atos         | Aryclenes dos Santos       |
| 2011-2015  | Tapas & beijos              | Armane                     |
| 2014       | Tá no Ar: a TV na TV        | Él mismo                   |
| 2016       | Mister Brau                 | Joaquim Ferreira (Formiga) |
| 2016       | Justiça                     | Celso                      |
| 2016       | Rock Story                  | Guilherme «Gui» Santiago   |
| 2017       | Ciudad prohibida            | Zózimo Barbosa             |
| 2018       | Nuevo sol                   | Remy Yunes Falcão          |
| 2019- 2021 | Corazón de madre            | Davi Moretti               |
| 2021       | Solo se vive dos veces      | Neném                      |
| 2024       | Renacer                     | Coronel Egídio Coutinho    |

### Cine
| Año  | Título                 | Personaje       |
| ---- | ---------------------- | --------------- |
| 2003 | Paisagem de Meninos    | Homem Relâmpago |
| 2005 | A Máquina              | José Onório     |
| 2006 | Fica Comigo Esta Noite | Edu             |
| 2008 | Romance                | Orlando         |
| 2009 | A Mulher Invisível     | Carlos          |
| 2010 | Quincas Berro D'Água   | Leonardo        |
| 2012 | A Coleção Invisível    | Beto            |
| 2013 | Muitos Homens Num Só   | Dr. Antônio     |
| 2014 | Minutos Atrás          | Alonso          |
| 2014 | Beleza                 | João            |